# Godafoss

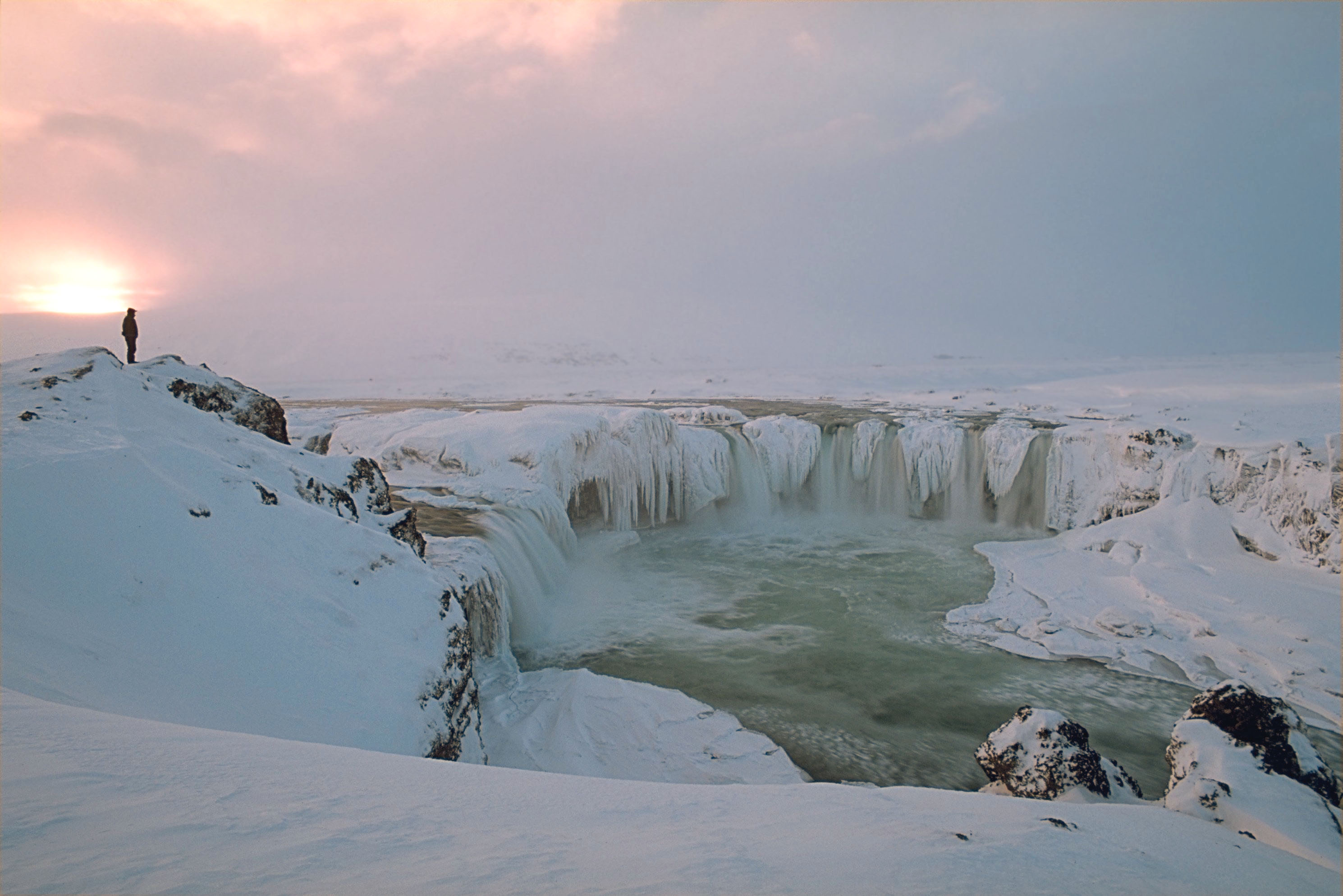
Godafoss no inverno

Godafoss (islandês: Goðafoss; literalmente: Catarata dos Deuses) é uma queda de água da Islândia, situada na região de Nordurland Eystra, no nordeste do país.

Tem uma altura de 12 m e uma largura de 30m, e transporta a água do rio Skjálfandafljót proveniente do glaciar Vatnajökull.

No ano 1000, o parlamento da Islândia (Althing) decidiu seguir a orientação dada por Thorgeir Thorkelsson para a Islândia adotar o cristianismo. De regresso a casa, Thorgeir passou por uma catarata para onde atirou as estatuetas pagãs que tinha reverenciado até à sua recente conversão à nova religião cristã. Por isso a queda de água recebeu o nome de Goðafoss (Catarata dos Deuses).